# Voltmetr

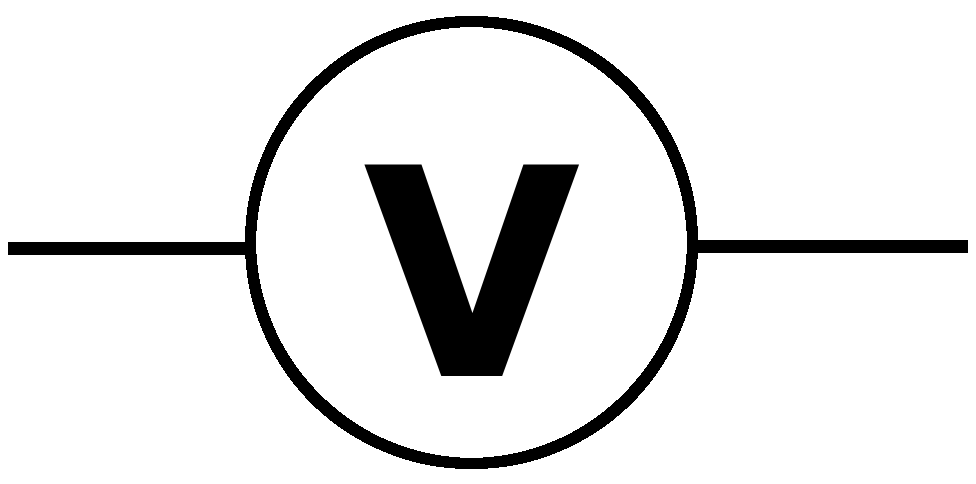
Schematická značka voltmetru

Voltmetr je elektrický přístroj, který měří velikosti elektrického napětí, které je na ukazateli přístroje vyjádřeno ve voltech či odvozených jednotkách. 

## Měření napětí

Voltmetr připojený paralelně k zátěži

Voltmetr se zapojuje vždy paralelně k měřené části obvodu - napětí je vždy mezi dvěma místy. Aby voltmetr nezatěžoval měřený obvod, musí jím procházet co nejmenší proud. Ideální voltmetr je tedy takový, který má vnitřní odpor nekonečný {\displaystyle R_{i}}. Jelikož je konečný, protéká voltmetrem proud který způsobuje zvětšení úbytku napětí na vnitřním odporu napěťového zdroje a vzniká tak chyba měření. Reálně mají voltmetry vnitřní odpor řádově v desítkách až stovkách kiloohmů.

### Změna rozsahu voltmetru
Potřebujeme-li změřit větší napětí, než pro které je voltmetr určen, můžeme k němu do série zapojit tzv. předřadný odpor neboli předřadník {\displaystyle R_{P}} takové velikosti, aby se měřené napětí {\displaystyle U} rozdělilo ve vhodném poměru na napětí na předřadném odporu {\displaystyle U_{P}} a napětí na voltmetru {\displaystyle U_{V}}. Přitom platí, že {\displaystyle U=U_{P}+U_{V}}. Velikost předřadného odporu je tak dála vzorcem: 
{\displaystyle R_{P}=R_{V}(n-1)},
kde {\displaystyle n} vyjadřuje kolikrát byl rozsah zvýšen (jde o poměr měřeného napětí a napětí na voltmetru; {\displaystyle n={\frac {U}{U_{V}}}})
Také je možné použít vhodný odporový dělič. Změna rozsahu u voltmetrů při měření střídavého napětí je také možná měřícím transformátorem napětí, u elektrostatických je výhodné i použití kapacitního děliče. U univerzálních přístrojů pro měření proudu, napětí a případně i jiných veličin se bočníky a předřadné odpory pro jednotlivé měřicí rozsahy připojují k měřidlu přepínačem.

## Rozdělení dle principu

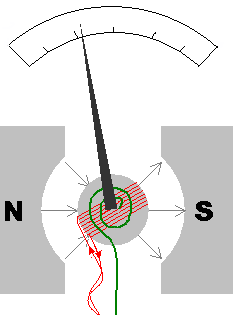
Diagram analogového galvanometru

Podle principu můžeme voltmetry dělit na:
- elektrostatické (elektroskop)
- elektromagnetické (ručičkový voltmetr, galvanometr)
- komparační (digitální voltmetr)
- můstkový voltmetr

Voltmetr bývá často součástí komplexnějšího multimetru.

## Galerie

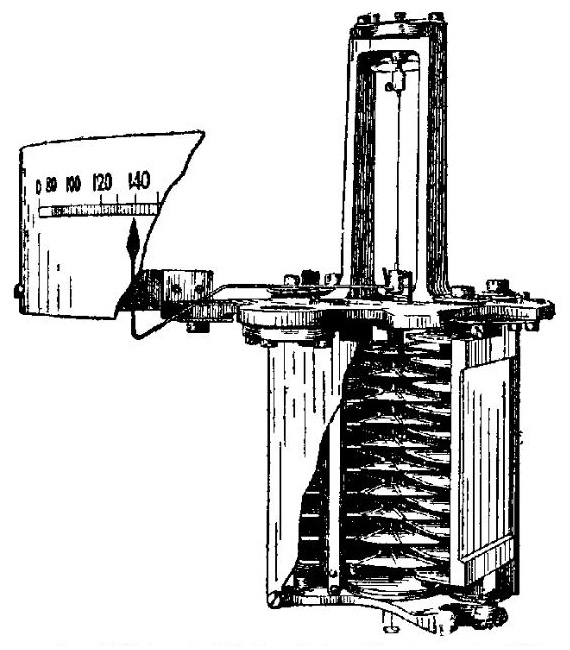
Historický nákres elektrostatického voltmetru lorda Kelvina, 1911
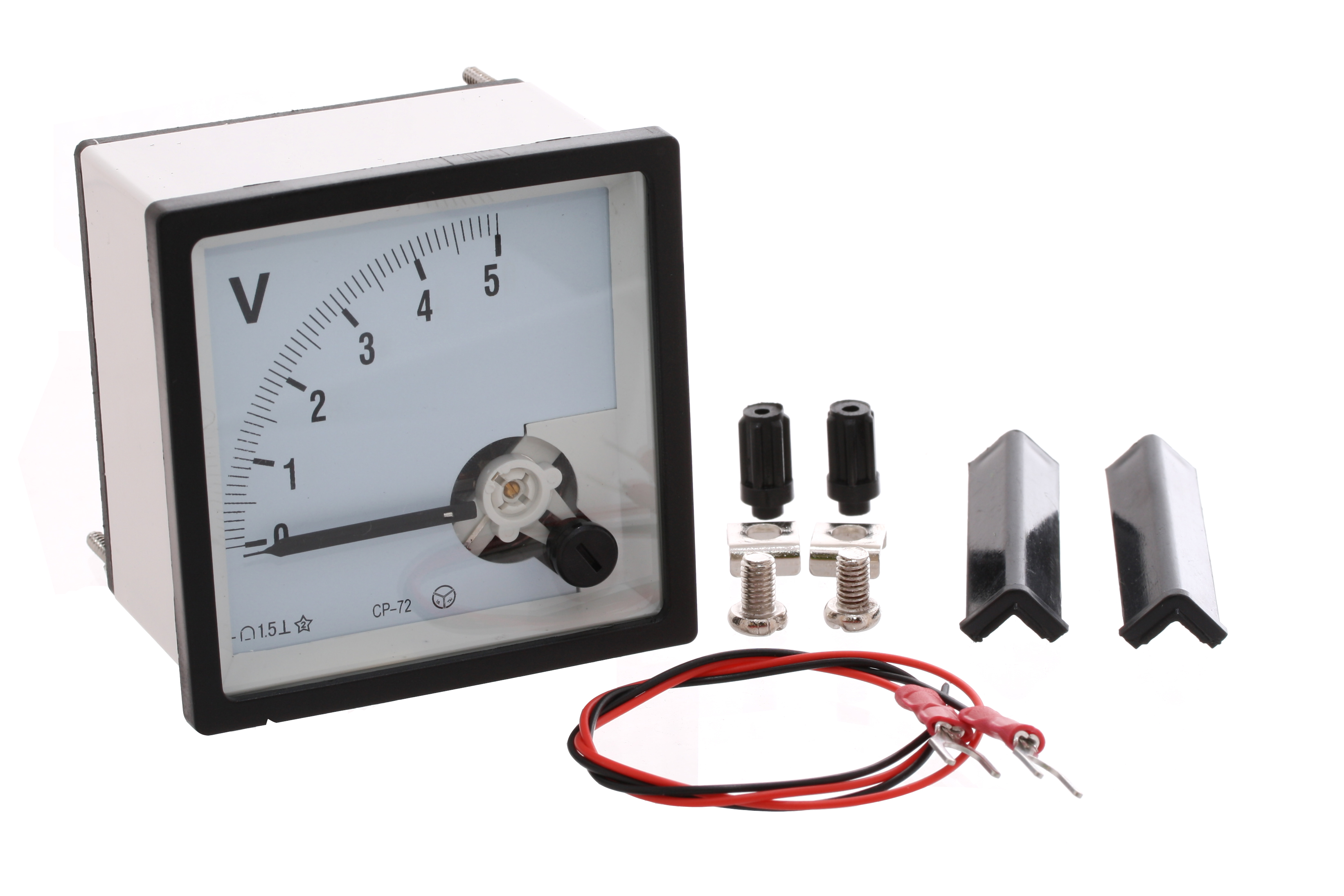
Analogový, tzv. panelový voltmetr s příslušenstvím
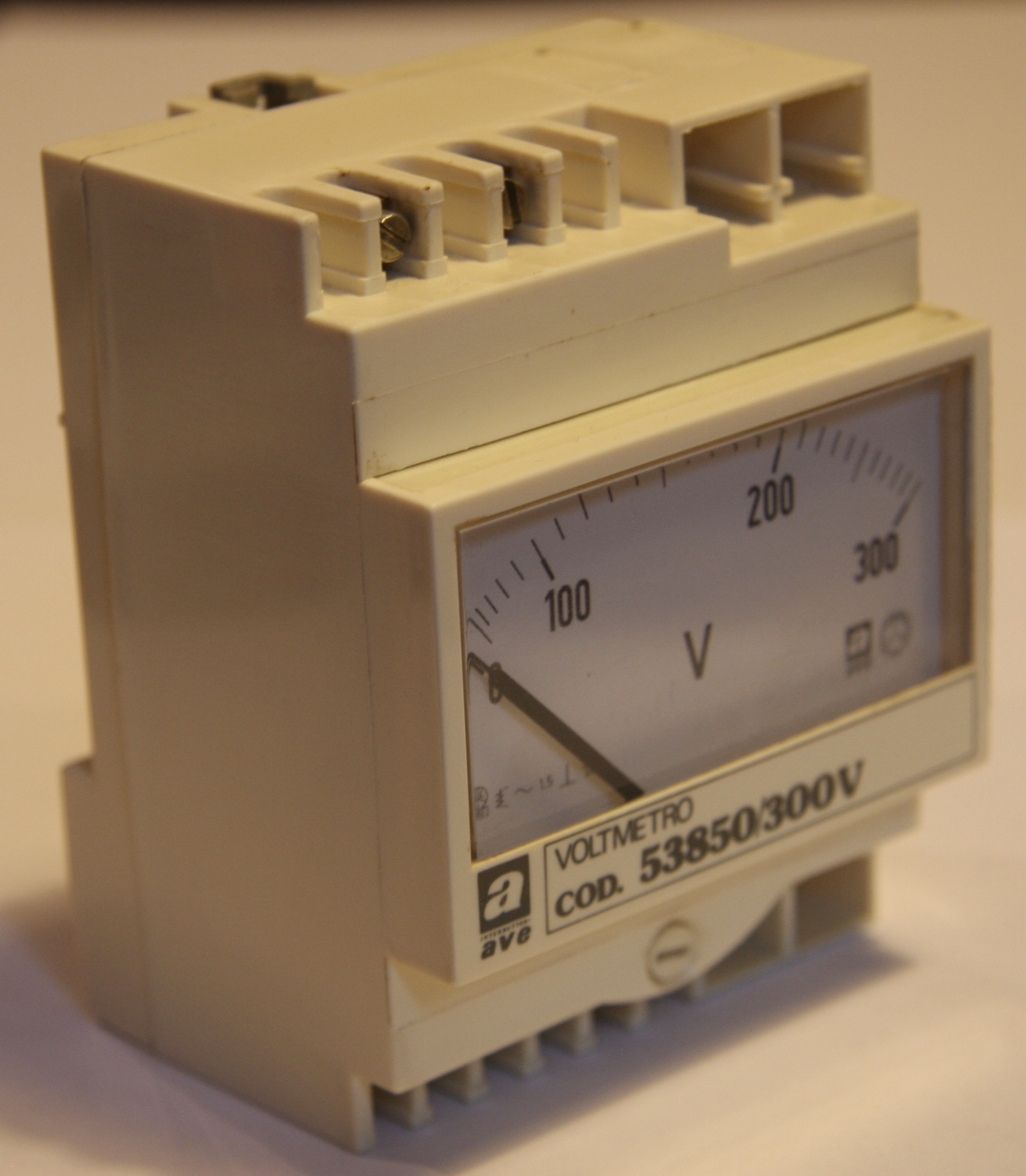
Analogový voltmetr určený k montáži na nosnou lištu DIN
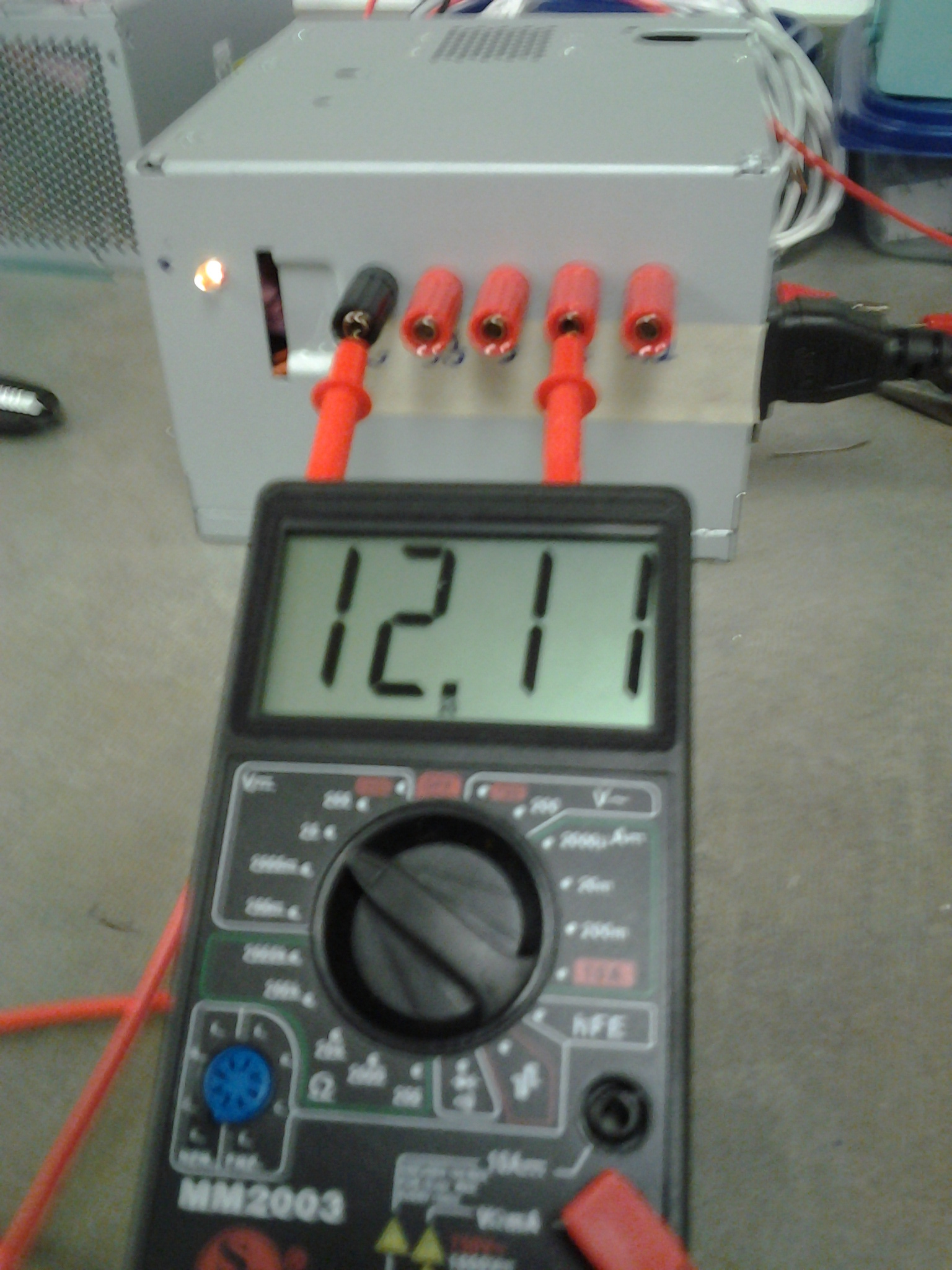
Měření výstupu PC zdroje digitálním multimetrem v režimu měření napětí
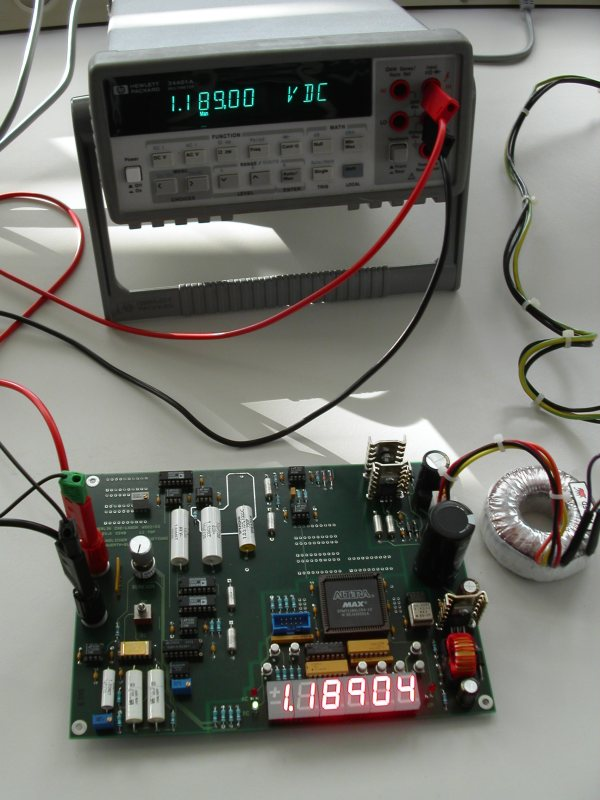
Dva digitální voltmetry - profesionální zařízení (nahoře) a výrobek studentů Technické univerzity Berlín (dole)
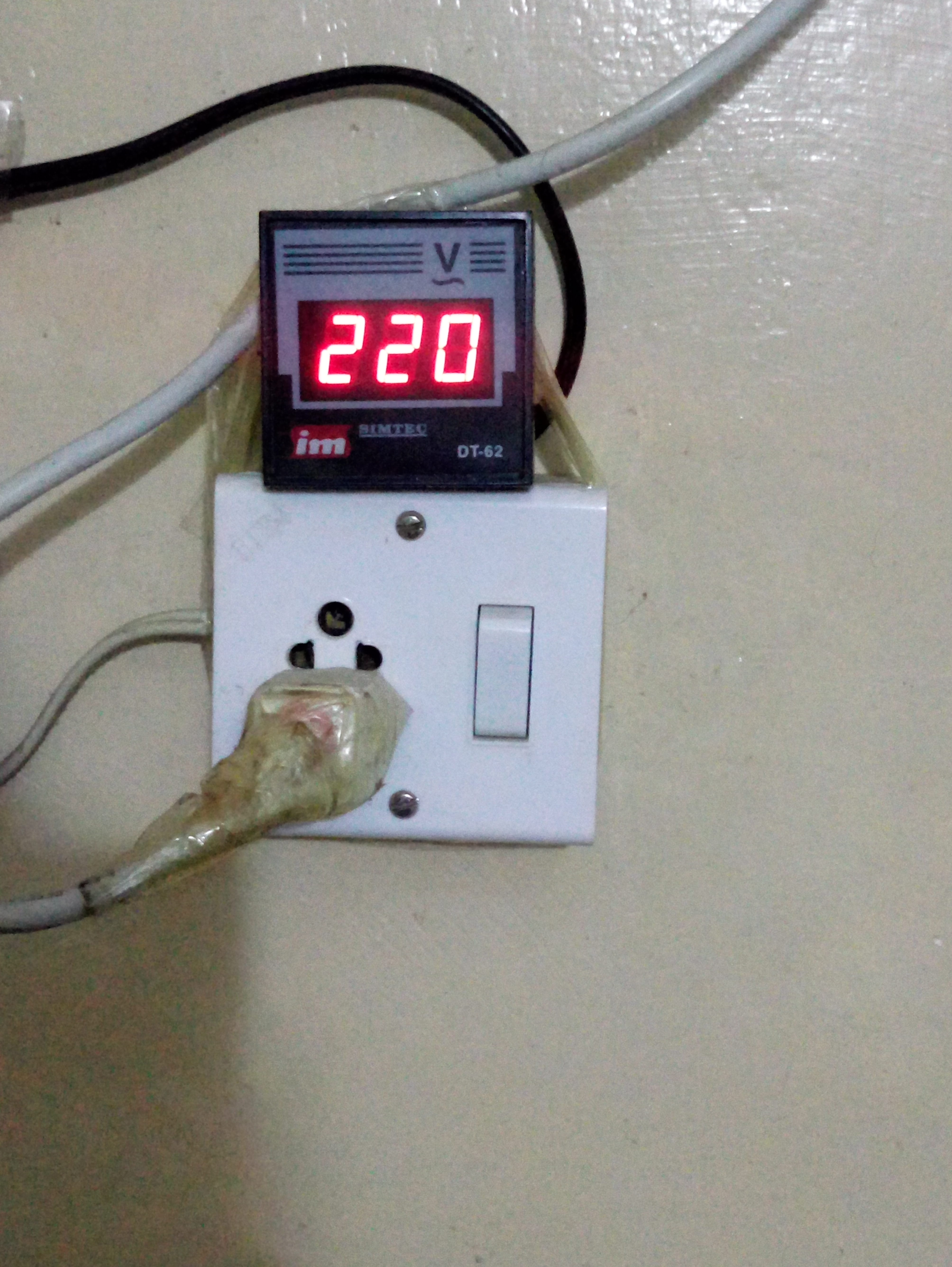
Malý digitální voltmetr pro kontrolu napětí v síti